# Bakeneko
Kaibyō
Œuvres principales
- Nabeshima no bakeneko sōdō (鍋島の化け猫騒動?)
- Omatsu daigongen (お松大権現?)

Le bakeneko (化け猫 ; 化猫, « monstre-chat », « chat-fantôme » ou « chat métamorphe »), également désigné sous le nom de kaibyō (怪猫, « Chat étrange » , « chat merveilleux », « chat monstrueux »), désigne un ensemble de yōkai (créatures et phénomènes surnaturels du folklore japonais) inspirés du chat (猫の怪物, neko no kaimono).
Le terme « Bakeneko » a plusieurs significations : il peut désigner une créature fantômatique du folklore Japonais inspirée du chat, ou bien désigner les chats qui diffèrent de la norme. Souvent dotés des pouvoirs surnaturels comme la métamorphose, comparables à d'autres animaux comme le renard (bake-kitsune (化け狐)) ou le tanuki (bake-danuki (化け狸)), les bakeneko sont des éléments récurrent du folklore et de la culture japonaise contemporaine.

## Description et folklore
Le folklore japonais a instauré une culture spécifique autour des chats dotés de pouvoirs magiques : dans les croyances populaires, il est raconté qu'ils hantent leur foyer en menaçant la maisonnée et en projetant des boules de feu. Il est souvent décrit comme se pouvant se dresser sur ses pattes arrière, prenant alors forme humaine par métamorphose, comme le renard ou le tanuki. Dans certains cas, il lui arrive qu'il finisse par dévorer son maître dans le but de prendre sa place.
L’une des traductions les plus utilisées pour décrire le bakeneko est l’appellation de « chat-fantôme », car, dans le folklore japonais, la plupart des bakeneko sont le résultat de chats ayant déjà eu une vie terrestre antérieure.
Un chat peut devenir un bakeneko par l’âge, au bout d’une douzaine d’année dans les préfectures d'Ibaraki et de Nagano, de treize ans dans le district de Kunigami et la préfecture d'Okinawa.
Mais il existe, dans certaines régions, comme dans le district de Yamagata, préfecture d’Hiroshima, des croyances selon lesquelles un chat élevé pendant sept ans ou plus tuera celui qui l'a élevé. En raison de cette superstition, les gens décident à l'avance du nombre d'années pendant lesquelles ils élèvent un chat.
Dans le wakan sansai zue, une encyclopédie publiée au cours de la période Édo, il est dit qu'un chat mâle, dont le pelage est d'une couleur jaune-rouge (rousse) était plus susceptible de développer des pouvoirs surnaturels en vieillissant.
Mais le bakeneko peut également résulter d’une mort par mauvais traitement quel que soit l’âge de l’animal au moment de sa mort, a la manière des yūrei ou des esprits vengeurs : dans certaines régions, on raconte que les chats brutalement tués par des humains deviennent des bakeneko et maudissent ces derniers par rancœur.
Les capacités attribuées aux bakeneko sont diverses : comme les bake-gitsune et les bake-danuki, les bakeneko peuvent user de leurs pouvoirs de métamorphose pour se changer en humain. Ils disposent également de pouvoirs de possession, de malédiction, mais se distinguent par leur pouvoir de nécromancie, leur capacité à ramener les morts à la vie en sautant sur leur ventre et à les contrôler.
Il est déjà arrivé que des bakeneko s’associent avec d’autres animaux comme des loups dans les montagnes, pour s’attaquer aux humains.
Toutefois, outre leur comportement agressif et vicieux, les bakeneko peuvent parfois avoir des comportements insolites, voire loufoques : certains ont été vus danser avec une serviette sur la tête. Sur l'île d'Aji, dans le district d'Oshika (préfecture de Miyagi) et dans les îles Oki (préfecture de Shimane), on raconte l'histoire d'un chat qui s'est métamorphosé en humain et qui voulait participer à des combats de sumo.
Le folklore populaire rapporte également que les chats, notamment les bakeneko, étaient capables de parole. Mais il s’agissait en fait d’une mauvaise interprétation des modulations faites par le miaulement des chats. En 1992, le Yomiuri shinbun a publié un article affirmant que lorsque les gens pensaient avoir entendu un chat parler, ils se rendaient compte, après avoir écouté une seconde fois, qu'il s'agissait simplement du miaulement du chat, la ressemblance avec un quelconque langage humain n’était alors que pure coïncidence. C’est pourquoi certains folkloristes ne considéraient pas les bakeneko comme une sorte de yōkai.
À l'époque d'Edo (1603-1867), la croyance populaire voulait que les chats à longue queue comme les serpents, disposaient, entre autres, de pouvoirs de possessions ou de métamorphose. De ce fait, la longue queue n’était alors pas un attribut apprécié chez le chat domestique chez les populations de l’époque. Dans certains cas, la queue était alors coupée dès le plus jeune âge, dans d’autres cas, ils étaient sélectionnés artificiellement, ce qui aboutira entre autres, à l’apparition d’un standard spécifique chez le chat domestique au Japon et une race locale : le bobtail japonais.

## Origines

### Le chat au Japon

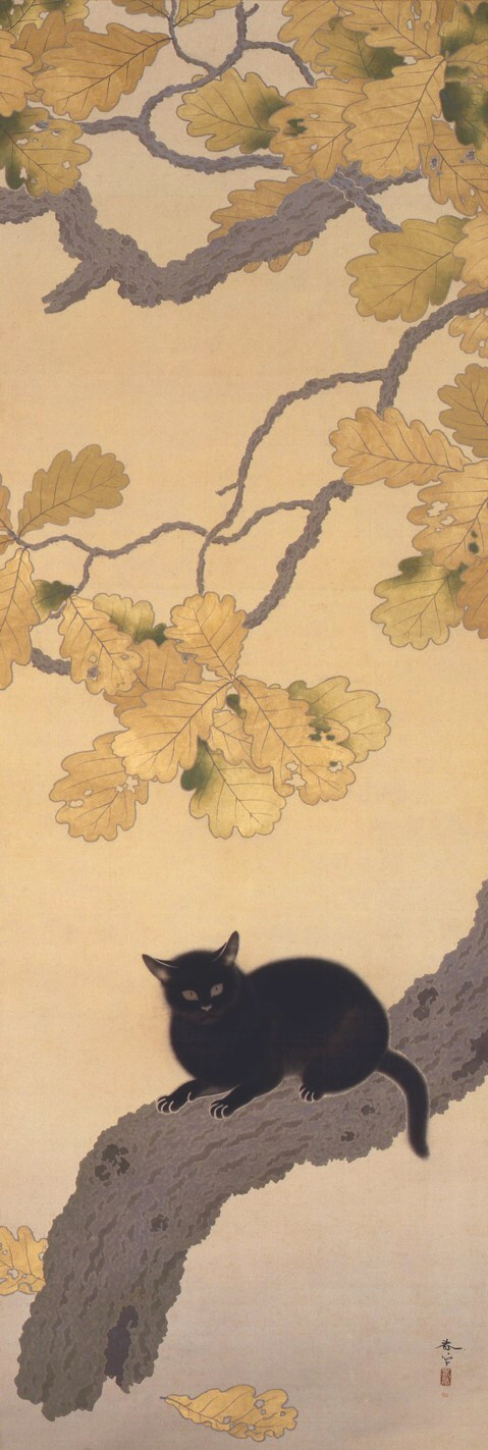
Un chat noir de Hishida Shunso.

Les chats arrivent au Japon au VIe siècle en même temps que la doctrine bouddhiste, mais leur réelle introduction date du 19 septembre 999, date de l'anniversaire de l'empereur Ichijo, qui reçut un chat pour ses treize ans. L'image du chat a beaucoup évolué au Japon où il est considéré tantôt comme porte bonheur pour son pelage écaille de tortue, tantôt comme maléfique. Le succès du chat est si important dans le pays qu'une loi du XVIIIe siècle interdit l'enfermement et le commerce de l'animal. Certaines histoires racontent que les Japonais câlinaient tant leurs chats que ces derniers finirent par ne plus chasser les souris et les rats et se mirent à proliférer à tel point que les Japonais durent peindre des chats sur les murs de leur maison pour chasser les rongeurs.
Le chat est bien représenté dans l'art japonais, d'abord sous les traits d'un écaille de tortue blanc, puis de plus en plus comme des chats calico et des chats sans queue : le bobtail japonais. De grands peintres se sont illustrés dans la représentation des chats, comme Utagawa Hiroshige ou Utagawa Kuniyoshi,. Symbole de la sensualité, du désir, le chat représente également le charme et la décadence.

« Dans les ténèbres de cette ville immense

Seule dort l'ombre d'un chat bleu […]

L'ombre bleue d'un bonheur que je poursuis.  »

— Sakutarō Hagiwara, Le Chat bleu
Toutefois, il existe également une version sombre et inquiétante du chat, issue de la tradition populaire. Parmi celle-ci, il y a Aïnous le chat revenant, le chat né des cendres d'un monstre, et celui à deux queue d'Okabe. Pierre Loti évoque également dans ses Japoneries d'automne une ronde de chats se réunissant dans un jardin isolé les nuits d'hiver, au clair de lune.

### Origines de récits sur lebakeneko

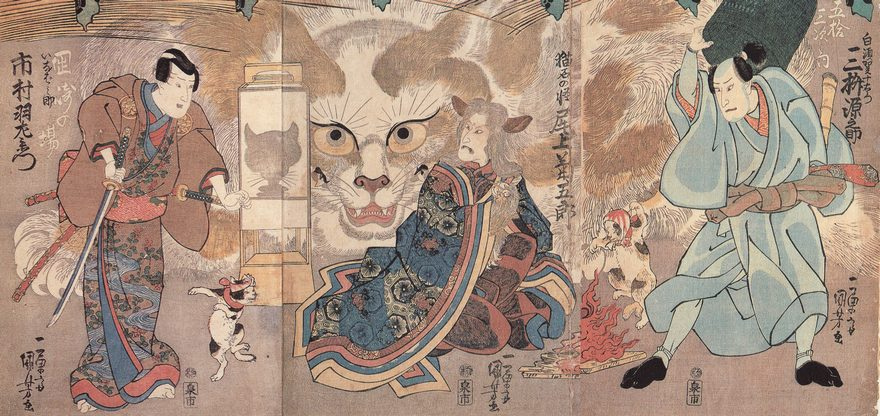
Ume no Haru Gojūsantsugi (梅初春五十三駅) par Utagawa Kuniyoshi. Une pièce de théâtre kabuki qui a été jouée à Ichimura-za en 1835. Représenté au centre, un premier chat qui s’est changé en vieille femme, un deuxième petit chat portant une serviette et dansant, et l’ombre d’un troisième chat léchant une lampe.

Au Japon, la croyance selon laquelle les chats seraient dotés de pouvoirs surnaturels, tient sur plusieurs facteurs :
Leurs habitudes nocturnes, ainsi que la plasticité de leur pupille à changer de forme selon l’heure de la journée. Leurs caractéristiques de prédateurs, avec leurs griffes, leurs crocs pointus et leurs habitudes à boire le sang de leurs proies.
Leur tempérament imprévisible, le distinguant du chien, docile et fiable. Ce caractère semi-sauvage, leur donne une aura mystérieuse, les rapprochent d’autres animaux, notamment des renards et des tanukis, qui eux aussi sont dotés de pouvoirs de métamorphose et d’autres attributs paranormaux.
D’autres comportements et phénomènes qui étaient alors peu compréhensibles à l’époque renforcent ces croyances, comme leur vitesse, leur agilité, mais aussi les étincelles qui émanaient de leur fourrure lorsqu’elle entrait en contact avec la paume de la main (par l’intermédiaire de l’électricité statique,).
Certains de leurs comportements jugés étranges par leurs contemporains, seraient à l’origine de ces croyances : en particulier le comportement des chats à se tenir sur leurs pattes arrière pour tenter d’aller lécher l’huile des lampes. Un comportement qui s’explique par le fait que les chats étaient peu nourris par des matières contenant des protéines durant l’époque Édo, où la majorité de la population consommait majoritairement de céréales et de légumes. L’huile de lampe bon marché faite à base de sardine était la seule alternative pour les chats de se sustenter,. Il est écrit dans le wakan sanzai zue, qu’un chat surpris à lécher l’huile d’une lampe est annonciateur d’un évènement étrange imminent.
Un chat surpris, debout à lécher une lampe, dont la face est éclairée par celle-ci, pouvait être perçu comme un phénomène paranormal. Le vol d’objets (comme une lampe, par le chat voulant consommer sa prise dans un coin à l’abri), est également associé a des événements surnaturels.

## Récits folkloriques autour dubakeneko

### Récits populaires

#### L'histoire deTakasu Genbeicontre lebakeneko
Une célèbre histoire de bakeneko parle d'un homme nommé Takasu Genbei, dont la personnalité de sa mère a complètement changé à la suite de la disparition de son chat pendant de nombreuses années. Sa mère prenait ses distances avec ses amis et sa famille, prenant ses repas, seule dans sa chambre. Lorsque la famille a commencé à espionner la bonne femme cherchant à trouver l’origine de cet étrange comportement, ils sont tombés sur un monstre ressemblant à un chat, habillé avec les vêtements habituels de la mère, en train de mâcher des carcasses d'animaux. L’homme a alors tué le monstre en dépit de sa ressemblance avec sa mère, et le lendemain, il vit que le corps de la vieille femme a alors pris la forme du fameux chat disparu. Par la suite, après avoir enlevé le plancher de la chambre de sa mère ils découvrent un corps, dont la chair a été rongée, jusqu’à ne laisser plus qu’un squelette.

#### L'histoire du chat vengeur de Nabeshima
Il y a une légende de bakeneko vengeur qui se déroule à l'époque de Mitsushige Nabeshima, le deuxième daimyō du domaine de Saga, dans la province de Hizen. Un certain Matashichirō Ryūzōji, serviteur du daimyō, aurait été froidement exécuté dans le cadre d’une partie de Go dans lequel il faisait officie d’adversaire, car son jeu a déplu à son maître.
Sa mère, en apprenant la nouvelle, folle de chagrin, s’est suicidée. Son chat, a qui la mère racontait ses lamentations a propos de la mort de son fils, s’est mis à lécher le sang du cadavre. Il est alors devenu un bakeneko, et il s’est mis à hanter le château et à tourmenter le daimyō bourreau de son fils, tous les soirs, jusqu'à ce que la bête soit abattue par son fidèle serviteur Komori Hanzaemon.
Historiquement à Hizen, le clan Ryūzōji était antérieur au clan Nabeshima, mais a été déchu à la suite de l’assassinat de Takanobu Ryūzōji par un certain Naoshige Nabeshima, ce qui propulsa le clan arriviste au pouvoir. Mais le clan Ryūzōji était toujours en proie au tourment à la suite du suicide Takanobu Ryūzōji dû a la mort soudaine de son fils. Le château en Saga, où régnait les clans successifs de daimyō, étaient encore spirituellement perturbé par la tragédie qui touchait le clan Ryūzōji. Pour pacifier le lieu des mauvais esprits, un temple bouddhiste, le Tenyū-ji (aujourd’hui situé à Tafuse. Saga) fut érigé. Cette série de drames aurait été un terreaux fertile a l’apparition du bakeneko, qui ne serait que la manifestation de la rancœur accumulée par le clan Ryūzōji, ayant pris la forme d’un chat,,.
Par la suite, ce récit a été adapté au théâtre et jouée pour la première fois au Nakamura-za à l'ère Kaei sous le titre L'histoire de la stèle du chat démoniaque de Sagano (花嵯峨野猫魔碑史, Hana Sagano Nekomahi Shi). Le terme "Sagano" est le nom d'une localité de Kyoto, mais également d'un jeu de mots sur "Saga". Bien que la pièce ait été très populaire dans tout le pays, elle a été rapidement annulée en raison de plaintes du clan Nabeshima. Cependant, le magistrat de la ville impliqué dans la demande d'annulation de la production était un certain Naotaka Nabeshima du clan Nabeshima, ce qui a rendu célèbre cette histoire de bakeneko,.
L'histoire a été largement diffusée auprès du grand public et fera l’objet de multiples versions, sous forme de récits traditionnels oraux comme le kōdan connu sous le nom de La nuit des cerisiers en fleurs de Saga (佐賀の夜桜, Saga no yozakura), puis dans le livres de faits divers, sous le titre La légende du chat monstrueux de Saga (佐賀怪猫伝, Saga kaibyō den). Dans cette version du récit, le bakeneko dévore la mère et la femme de Komori Hanzaemon et hante la maison sous leur apparence. Dans une histoire relatée dans le registre d’évènements historiques Jitsuroku connu hors du Japon sous le nom de Chat-vampire de Nabeshima, le clan Ryūzōji n'est pas mentionné, mais remplacé par un autre serviteur des Nabeshima, appelé Komori Hantao qui, dans cette version, maltraite le chat, décrit comme issu d’une variété étrangère. Ce dernier, également nourrit d’une rancune contre le clan Nabeshima, tourmente la famille du daimyō et dévore la maîtresse de maison, avant d’être abattu par un certain Ito Sōda, entre autres.

### Autres mentions

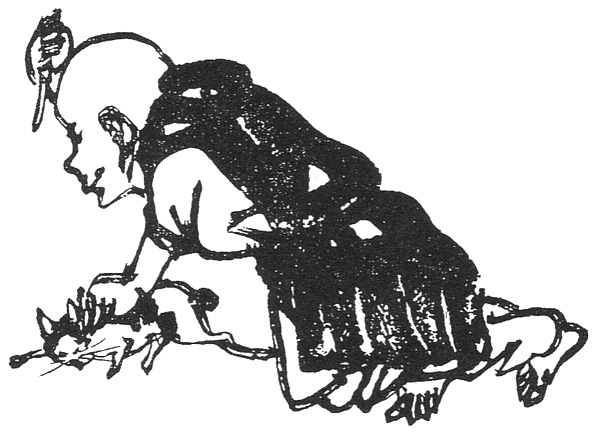
Shōzan Chomon Kishū par Miyoshi Shōzan. Ici, un homme tentant de tuer un chat, soupçonné de parler le langage humain.

Les mentions de chats dotés de pouvoirs étranges dans la littérature japonaise remonteraient à la période Kamakura. Le Kokon Chomonjū, un ensemble de setsuwa (anecdotes et de récits populaires) de cette période, désignant les chats faisant des choses inhabituelles, voire suspectes en ces termes "ce sont peut-être eux, qui se sont transformés en démons". Les vieilles histoires sur le bakeneko de cette période sont souvent associées aux temples, en effet, les chats auraient joué un rôle de protection des documents de culte en papier, comme les sutras, contes les invasions de rongeurs.
Pendant la période Édo, des récits autour des bakeneko ont commencé à apparaître dans des essais et des collections de kaidan dans divers domaines. Le récit autour de l’incident de Nabeshima avait énormément impacté la population et l’imagination des différents auteurs de récits fantastiques.
Des histoires de bakeneko fauteur de trouble ont circulé dans la province de Harima, qui correspond aujourd’hui la préfecture de Hyōgo. L’un abattu par un certain Karakawa dans village de Yamasaki, dont la mention est très succincte, et l’autre au temple Kongōjō-ji, dans ce qui était le village de Fukusaki. Ce dernier, qui terrorisait les villageois, a opposé une féroce résistance a ses assaillants en se protégeant des flèches grâce au récipient et au couvercle d’une bouilloire à thé (chagama, 茶釜), avant d’êtes éliminé par un membre du temple. Le rôle joué par les anciennes familles locales durant la confrontation rappelle des récits comme la légende de l'extermination du Yamata no Orochi par Susanō.
En plus des histoires de bakeneko vengeurs, des récits autours de chats qui se transforment et parlant pouvaient être consultées dans différentes publications comme le Tōen Shosetsu (兎園小説), le Mimibukuro (耳嚢)),, le Shin Chomonjū (新著聞集) ainsi que le Seiban Kaidan Jikki (西播怪談実記). Dans certaines publications, les chats âgés se prenaient très souvent l’apparence vieilles femmes. Dans le quatrième volume du Mimibukuro, il est indiqué que tout chat, tel qu’il soit, où qu’il vive, était amener à parler comme un humain à partir de sa dixième année de vie, et les chatons nés de l'union d'un renard et d'un chat commenceraient à parler de manière prématuré.
Dans ces publications, le bakeneko n’est pas seulement connu comme une bête sauvage vengeresse ou un métamorphe bavarder compulsif, il était aussi notoirement connu pour sa tendance à effectuer des pas de danse sous la lune, comme cela pouvait être relaté dans des publications dans des recueils comme le Kasshi Yawa et l'Owari Ryōiki. En 1909, des articles sur les chats dansants s’incrustent dans des habitations du quartier de Honjo à Tokyo ont été publiés dans de nombreux journaux tels que le Hochi Shinbun le Yorozu Chōhō ou encore le Yamato Shimbun.

### Lieux associés à des histoires debakeneko

#### Myōtaratennyo-Yahiko-jinja,Préfecture de Niigata
L’assignation de ce lieu a une histoire de bakeneko se trouve dans l'essai de la période Bunka (1804-1818) Kidan Hokkoku Junjōki (北国奇談巡杖記), qui contient des passages sur des événements étranges concernant les chats. Dans ce livre, donnant au kanji du chat 猫 la lecture "myō", une lecture que l’on retrouve également dans le kanji 女 (la femme). Selon un autre récit issu d’un setsuwa de la région de Hokuriku : la yasaburo-baba, un bakeneko aurait dévoré une vieille femme, avant de prendre son apparence, pour se rétracter par la suite et finir adoré tel une divinité, le Myōtaraten.
Des récits similaires sont transmis de régions part et d’autres, notamment au nord de la région d'Ōu à Hokkaidō,.

#### Neko no Odoriba-Izumi-ku,ville de Yokohama,Préfecture de Kanagawa

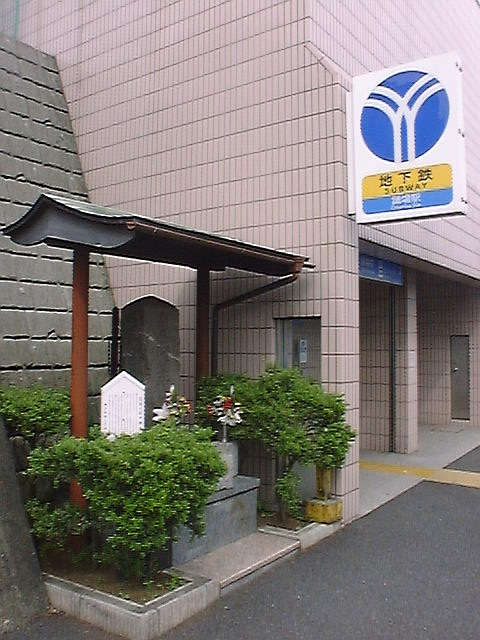
Un petit monument en pierre à l’entrée de la gare d'Odoribaeki à Yokohama

On dit que dans un magasin de sauce soja il y a longtemps, à Totsuka-juku, une des 53 stations de Tōkaidō, il arrivait parfois que les serviettes disparaissaient, toutes les unes après les autres, dans la nuit. Un soir, lorsque le propriétaire du magasin est sorti, il a entendu de la musique provenant d’un lieu habituellement peu animé. Quand il s’approcha pour tenter de comprendre d’où venait la musique, il tomba sur un rassemblement de chats, avec en son centre, une étrange petite scène improvisée : C’est alors que l’homme vit son chat, portant une serviette sur la tête et dansant au milieu de l’assemblée. Expliquant la disparition des serviettes.
Depuis lors, ce lieu se nomme alors odoriba (踊場, litt. lieu de danse). Ce nom sera également utilisé pour nommer d’autres endroits, comme la station d'Odoriba dans le métro municipal de Yokohama décorée avec des motifs félins, ou encore l'intersection d'Odoriba où une tour commémorative a été construite en 1737 afin de pacifier l'esprit du chat danseur.

#### Omatsu Daigongen- Ville de Kamo, Anan,Préfecture de Tokushima
Au début de la période Édo, le chef du village de Kamo, a emprunté de l'argent à un son riche voisin afin de sauver ses concitoyens, victimes des mauvaises récoltes. Bien qu'il ait remboursé la dette par la suite, le prêteur a comploté contre lui et l'a faussement accusé de ne pas l’avoir remboursé. Désespéré par sa situation, le chef du village a fini par mourir d’une maladie, et ses terres lui ont été confisquée. Sa femme, Omatsu, a d’abord tentée de se plaindre auprès du bugyō (magistrat), mais celui-ci a rendu un jugement injuste car soudoyé par le prêteur. Le jugement étant insatisfaisant, elle décide alors de faire ce qu’aucun citoyen n’aurait osé faire : se rendre auprès du daimyō et demander son aide.
Mais cet acte, de faire appel aux autorités supérieurs décidées par le shogonat, était absolument interdit et punissable de peine de mort. Non seulement sa requête fut évidement rejetée, mais elle a fut mise en prison et exécutée par la suite.
Le chat tricolore de la famille s’est alors changé en monstre, qui a causé la ruine du riche escroc, mais aussi de la famille du magistrat.
Par la suite, à Omatsu Daigongen, une tombe, fut construite a la gloire de celle qui a osé braver un interdit suprême au péril de sa vie pour la justice de ses concitoyens. Le chat qui a voulu venger le sort de ses maître a été déifié sous le nom de Nekotsuka (猫塚) ou Nekogami-sama (猫神様). Ce lieu est caractérisé par le nombre important de représentations de chats, comme des maneki-neko, mais surtout des « chats gardiens », rappelant les figures de komainu à l’entrée des sanctuaires. La figure du Nekotsuka est généralement consultée dans l’optique de mettre toutes les chances de son côté, lorsque la situation est défavorable. Il accorderai des faveurs pour réussir dans les jeux de hasard, les compétitions ou bien les examens scolaires.

#### Neko Daimyōjinshi–Shiroishi,District de Kishima,Préfecture de Saga

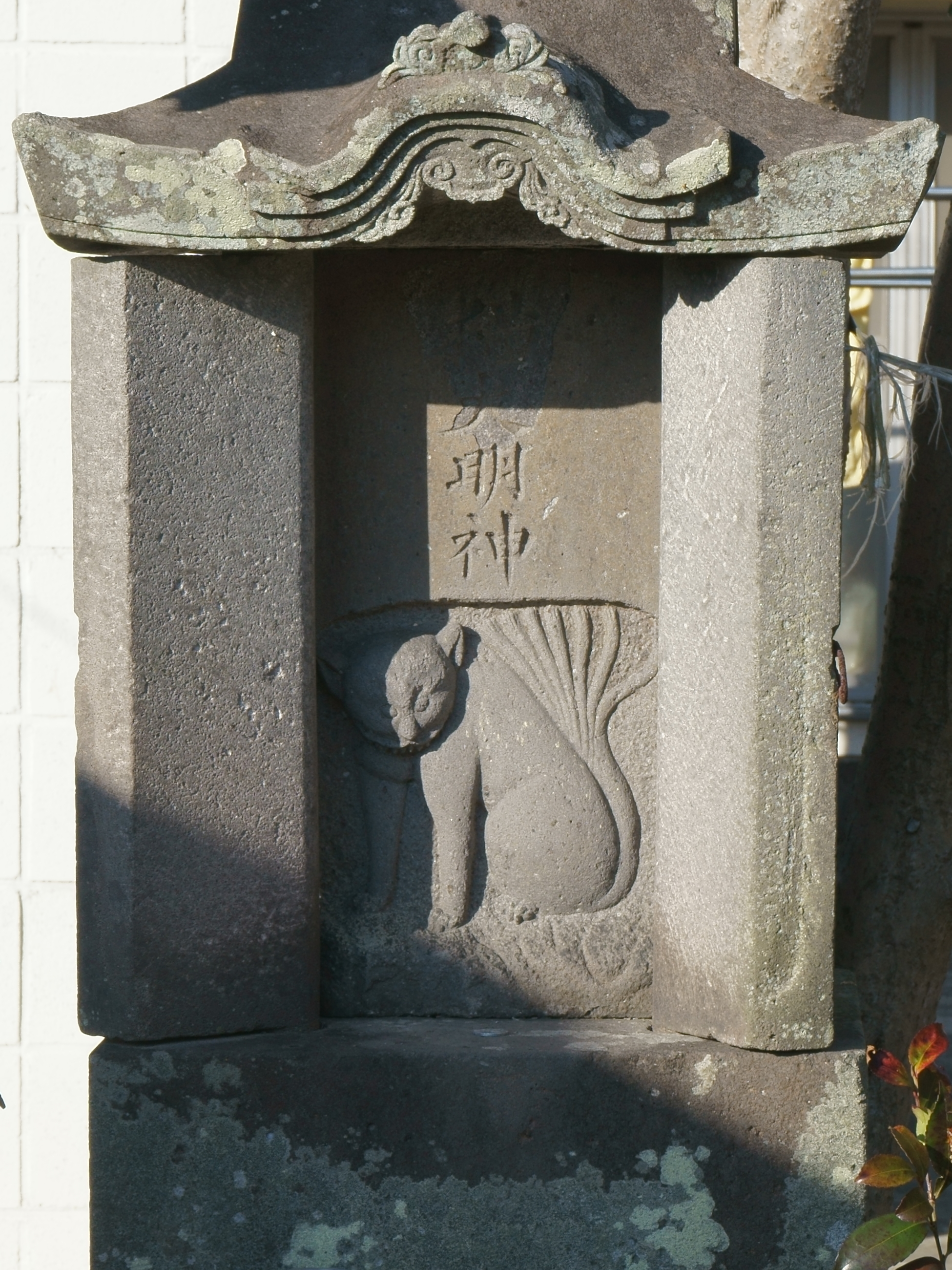
, le bakeneko du temple Shurinji à Shiraishi.

Dans ce récit, le clan Nabeshima est de nouveau aux prises avec un bakeneko. Celui-ci avait pris la forme de la femme de Nabeshima Katsushige, daimyō de Saga, pour mieux l’approcher et tenter de le tuer, avant de se faire éliminer par le serviteur du daimyō, Chibu Honuemon. Cependant, avant sa mort, le bakeneko maudit la famille Chibu les empêchant d’engendrer un héritier mâle.
Par la crainte qu’il sucitait, on raconte que ce bakeneko a été déifié au temple de Shūrinji, en tant que daimyōjin. Il est représenté comme un chat doté de sept queues, aux crocs saillants.
Ce récit pourrait avoir comme source, la mort de Shu Ise-mori du clan Shu qui régnait autrefois sur Shiraishi, tué par soupçonné d'être chrétien en dépit de ses services rendus au clan Nabeshima. Il est supposé que cet incident serait à l’origine des récits mettant en relation un bakeneko et le clan Nabeshima.

## Autres formes dubakeneko
Le terme 化け猫 est composé de la lecture japonaise du kanji 化 qui s'écrit 化ける, bakeru, signifiant "changer ; se transformer". Il est utilisé sous l'appellation d'obake (お化け) pour désigner un fantôme, dans l'imaginaire collectif. Les différents folkloristes ne sont, de fait, pas tout a fait d'accord quant à savoir s'il faut considérer le bakeneko comme une catégorie de yōkai basés sur le chat de la même manière que le renard ou le tanuki, ou bien s'il s'agit d'une créature spécifique de yōkai-chat. De même, les folkloristes ne sont pas d'accord quant à savoir si le nekomata (猫又) est bien une espèce de bakeneko, ou bien une créature spécifique.
Quoi qu’il en soit, dans la culture populaire contemporaine, le terme bakeneko est non seulement utilisé pour désigner d'autres chats fantastiques du folklore japonais comme le nekomata donc, mais aussi d'autres créatures issus du folkore étrangers.
Du fait de sa proximité physique et symbolique, les différents auteurs n’ont aucun mal à illustrer le bakeneko sous forme d’autres créatures, comme le chat noir dans le folklore européen.

### Lebakenekohors du Japon

#### En Asie
Les croyances populaires selon lesquelles les chats peuvent provoquer des phénomènes étranges ne se limitent pas au Japon. Par exemple, à Jinhua, dans le Zhejiang, en Chine, on dit qu'un chat élevé par des humains pendant trois ans commence à les ensorceler. Les chats à queue blanche étant réputés particulièrement doués pour cela, la coutume voulait que l'on s'abstienne de les élever. Comme leur capacité à ensorceler les humains proviendrait de l'absorption de l'énergie spirituelle de la Lune, on dit que lorsqu'un chat regarde la Lune, il doit être tué sur-le-champ, que sa queue ait été coupée ou non.

## Bakenekodans la fiction
- Dans le film d'animation japonais réalisé par Hayao Miyazaki Mon voisin Totoro du studio Ghibli en 1988, les héroïnes du film sont transportées par un chat-bus désigné sous le terme de bakeneko[44],[45],[46].
- Dans le film d'Animation Anzu, chat-fantôme, Anzu l'un des personnages principaux du film est un bakeneko, comme l'indique le titre du film en version originale.
- Dans le jeux vidéo Persona 5, Morgana, un des personnages principaux du jeu, faisant office de mascotte, capable de parler le langage humain et de se transformer en camionnette, est désigné dans la version japonaise du jeu sous le terme de bakeneko.
- Dans la franchise cross-média Pokémon, Miaouss est désigné en japonais comme un pokémon bakeneko [47].